# Associazione Sportiva L'Aquila 1939-1940
Questa voce raccoglie le informazioni riguardanti l'Associazione Sportiva L'Aquila nelle competizioni ufficiali della stagione 1939-1940.

## Stagione
Per l'Associazione Sportiva L'Aquila, la stagione 1939-1940 è la 3ª in Serie C e la 5ª complessiva nel terzo livello del campionato italiano di calcio. Durante la stagione, il club partecipa per la 5ª volta alla Coppa Italia venendo però eliminato già al primo turno di qualificazione.

## Rosa
| N. |                   | Ruolo | Calciatore          |
| -- | ----------------- | ----- | ------------------- |
|    | Italia (bandiera) |       | Baglioni            |
|    | Italia (bandiera) |       | Bernetti            |
|    | Italia (bandiera) | A     | Marino Bon          |
|    | Italia (bandiera) | D     | Pio Angelo Brindisi |
|    | Italia (bandiera) |       | Cesaro              |
|    | Italia (bandiera) |       | Iacobucci           |
|    | Italia (bandiera) |       | Morgante            |
|    | Italia (bandiera) |       | Giovanni Parissone  |
|    | Italia (bandiera) |       | Giovanni Pozzi      |

| N. |                   | Ruolo | Calciatore          |
| -- | ----------------- | ----- | ------------------- |
|    | Italia (bandiera) | C     | Alfredo Romagnoli   |
|    | Italia (bandiera) | D     | Luigi Rossini       |
|    | Italia (bandiera) |       | Semi                |
|    | Italia (bandiera) | P     | Gorido Stornelli    |
|    | Italia (bandiera) |       | Aldo Stradiot       |
|    | Italia (bandiera) |       | Tedeschi            |
|    | Italia (bandiera) |       | Ferdinando Valletti |
|    | Italia (bandiera) | D     | Pasquale Viganò     |

## Risultati

### Coppa Italia

#### Preliminari
| Arbitro: | Costantini |

|  |           |             |
|  | Marcatori | 69’ Bocchio |

## Statistiche

### Statistiche di squadra
| Competizione | Punti | In casa | In casa | In casa | In casa | In casa | In casa | In trasferta | In trasferta | In trasferta | In trasferta | In trasferta | In trasferta | Totale | Totale | Totale | Totale | Totale | Totale | DR  |
| Competizione | Punti | G       | V       | N       | P       | Gf      | Gs      | G            | V            | N            | P            | Gf           | Gs           | G      | V      | N      | P      | Gf     | Gs     | DR  |
| ------------ | ----- | ------- | ------- | ------- | ------- | ------- | ------- | ------------ | ------------ | ------------ | ------------ | ------------ | ------------ | ------ | ------ | ------ | ------ | ------ | ------ | --- |
| Serie C      | 35    | 14      | 10      | 4       | 0       | 31      | 3       | 14           | 4            | 3            | 7            | 15           | 20           | 28     | 14     | 7      | 7      | 46     | 23     | +23 |
| Coppa Italia | -     | 1       | 0       | 0       | 1       | 0       | 1       | 0            | 0            | 0            | 0            | 0            | 0            | 1      | 0      | 0      | 1      | 0      | 1      | -1  |
| Totale       | -     | 15      | 10      | 4       | 1       | 31      | 4       | 14           | 4            | 3            | 7            | 15           | 20           | 29     | 14     | 7      | 8      | 46     | 24     | +22 |